# Arthur's Quest: Battle for the Kingdom
Arthur's Quest: Battle for the Kingdom es un videojuego de disparos en primera persona de fantasía desarrollado por 3LV Games y publicado por ValuSoft en 2002. El juego sigue al joven Arturo en una misión para acabar con la malvada Morgan le Fay. No está relacionado ni con el videojuego de 1985 King Arthur's Quest ni con la película para televisión de 1999 Arthur's Quest, y es más conocido por su recepción crítica altamente negativa.

## Jugabilidad
Arthur's Quest se controla desde una perspectiva de primera persona, y el jugador usa principalmente armas cuerpo a cuerpo como espadas y armas a distancia como arcos para luchar. Hay 11 niveles en el juego, y el objetivo de cada nivel es progresar desde el principio del nivel hasta el final. Luchar contra enemigos es en su mayoría opcional, y debido a la velocidad relativamente alta del jugador, la mayoría de las peleas se pueden evitar fácilmente. No hay incentivos para luchar, ya que los enemigos no dan experiencia ni puntos cuando son derrotados.

## Trama
A lo largo del juego, el jugador controla al joven Arthur. La trama de Arthur's Quest comienza con un ataque a la aldea de Arturo por parte de un gran grupo de enanos oscuros enojados. Tras derrotar a los enanos, Arturo se encuentra con el mago Merlín, quien le cuenta que la malvada hechicera Morgana está detrás del ataque y de los monstruos que se están extendiendo por el campo, y le ordena matarla y traer la paz a la tierra. Al oír esto, Arturo se propone encontrar a la Dama del Lago y recuperar la Excalibur para poder usarla para destruir las fuerzas del mal y convertirse en rey.

## Recepción
Arthur's Quest: Battle for the Kingdom fue lanzado con críticas abrumadoramente negativas. Fue nominado en los premios anuales de GameSpot para el título de Peor juego para PC, pero perdió ante Demonworld: Dark Armies. Andrew Park de GameSpot le dio al juego una calificación "abismal" de 1.9/10 y escribió que "es un juego de acción con un diseño extremadamente pobre o un simulador de cobardes de ritmo rápido y estilo arcade". Park creó una reseña en video superponiendo escenas mediocres del juego con él mismo sacudiendo la cabeza de manera deprimente por su pésima calidad, y declaró al final: "No juegues a este juego". Andreas Misund, de Gamers Hell, afirmó: "Un juego que casi no tiene personalidad, ni profundidad de jugabilidad, ni armas geniales, o incluso un modo multijugador a medias, no es un juego que pueda recomendar a nadie". Computer Games Magazine escribió: "También podrías sacarte los ojos, meterte objetos afilados en los oídos y romperte las muñecas, y si eso suena como una forma divertida de pasar un domingo normal, tal vez este sea el juego para ti". Taylor "Psychosis" Bell, de Something Awful, concluyó: "Este casi se convirtió en el primer juego al que le di un -50, lo que lo habría convertido en el tercer juego perfecto con -50 en la historia de SA. No fue lo suficientemente malo como para lograr ese honor, pero estuvo muy, muy cerca".